# 46. Międzynarodowy Festiwal Filmowy w Cannes
46. Międzynarodowy Festiwal Filmowy w Cannes odbył się w dniach 13−24 maja 1993 roku. Imprezę otworzył pokaz francuskiego filmu Moja ulubiona pora roku w reżyserii André Téchiné. W konkursie głównym zaprezentowane zostały 23 filmy pochodzące z 12 różnych krajów.
Jury pod przewodnictwem francuskiego reżysera Louisa Malle'a przyznało nagrodę główną festiwalu, Złotą Palmę, ex aequo nowozelandzkiemu filmowi Fortepian w reżyserii Jane Campion oraz chińskiemu filmowi Żegnaj, moja konkubino w reżyserii Chena Kaige. Drugą nagrodę w konkursie głównym, Grand Prix, przyznano niemieckiemu filmowi Tak daleko, tak blisko w reżyserii Wima Wendersa.
Galę otwarcia i zamknięcia festiwalu prowadziła francuska aktorka Jeanne Moreau.

## Członkowie jury

### Konkurs główny
- Louis Malle, francuski reżyser − przewodniczący jury[5]
- Claudia Cardinale, włoska aktorka
- Inna Czurikowa, rosyjska aktorka
- Judy Davis, australijska aktorka
- Abbas Kiarostami, irański reżyser
- Emir Kusturica, serbski reżyser
- William Lubtchansky, francuski operator filmowy
- Tom Luddy, współzałożyciel Telluride Film Festival
- Gary Oldman, brytyjski aktor
- Augusto M. Seabra, portugalski krytyk filmowy

### Złota Kamera – debiuty reżyserskie
- Micheline Presle, francuska aktorka − przewodnicząca jury
- Gabriel Auer, francuski reżyser
- Anne De Gasperi, francuska dziennikarka
- Attilio D'Onofrio, dyrektor generalny Italnoleggio i Cinecittà
- Rémy Pages, francuski miłośnik kina
- Tony Rayns, brytyjski krytyk filmowy
- Lia Somogyi, węgierska krytyczka filmowa
- Aruna Vasudev, indyjska krytyczka filmowa

## Selekcja oficjalna

### Otwarcie i zamknięcie festiwalu
|             | Tytuł                   | Reżyseria          | Kraj    |
| ----------- | ----------------------- | ------------------ | ------- |
| Otwierający | Moja ulubiona pora roku | André Téchiné      | Francja |
| Zamykający  | Toksyczna afera         | Philomène Esposito | Francja |

### Konkurs główny
Następujące filmy zostały wyselekcjonowane do udziału w konkursie głównym o Złotą Palmę:
| Tytuł polski            | Tytuł oryginalny           | Reżyseria                | Kraj produkcji    |
| ----------------------- | -------------------------- | ------------------------ | ----------------- |
| Żegnaj, moja konkubino  | 霸王别姬 Ba wang bie ji    | Chen Kaige               | Chiny             |
| Porywacze ciał          | Body Snatchers             | Abel Ferrara             | Stany Zjednoczone |
| Broken Highway          | Broken Highway             | Laurie McInnes           | Australia         |
| Djuba-djuba             | Дюба-дюба Djuba-djuba      | Aleksandr Chwan          | Rosja             |
| Upadek                  | Falling Down               | Joel Schumacher          | Stany Zjednoczone |
| Kwiatuszek              | Fiorile                    | Paolo i Vittorio Taviani | Włochy            |
| Phil Oszust Collins     | Frauds                     | Stephan Elliott          | Australia         |
| Przyjaciółki            | Friends                    | Elaine Proctor           | Południowa Afryka |
| Człowiek na brzegu      | L'homme sur les quais      | Raoul Peck               | Haiti             |
| Tak daleko, tak blisko  | In weiter Ferne, so nah!   | Wim Wenders              | Niemcy            |
| Król wzgórza            | King of the Hill           | Steven Soderbergh        | Stany Zjednoczone |
| Libera me               | Libera me                  | Alain Cavalier           | Francja           |
| Infant Ludwik           | Louis, enfant roi          | Roger Planchon           | Francja           |
| Moja ulubiona pora roku | Ma saison préférée         | André Téchiné            | Francja           |
| Magnificat              | Magnificat                 | Pupi Avati               | Włochy            |
| Mazeppa                 | Mazeppa                    | Bartabas                 | Francja           |
| Wiele hałasu o nic      | Much Ado About Nothing     | Kenneth Branagh          | Wielka Brytania   |
| Nadzy                   | Naked                      | Mike Leigh               | Wielka Brytania   |
| Fortepian               | The Piano                  | Jane Campion             | Nowa Zelandia     |
| Wiatr w oczy            | Raining Stones             | Ken Loach                | Wielka Brytania   |
| Obstawa                 | La scorta                  | Ricky Tognazzi           | Włochy            |
| Awantura o spadek       | Splitting Heirs            | Robert Young             | Wielka Brytania   |
| Lalkarz                 | 戲夢人生 Xi meng ren sheng | Hou Hsiao-hsien          | Tajwan            |

### Pokazy pozakonkursowe
Następujące filmy zostały wyświetlone na festiwalu w ramach pokazów pozakonkursowych:
| Tytuł polski         | Tytuł oryginalny    | Reżyseria          | Kraj produkcji    |
| -------------------- | ------------------- | ------------------ | ----------------- |
| Dzieciątko z Mâcon   | The Baby of Mâcon   | Peter Greenaway    | Wielka Brytania   |
| Na krawędzi          | Cliffhanger         | Renny Harlin       | Stany Zjednoczone |
| Dziewczyna gangstera | Mad Dog and Glory   | John McNaughton    | Stany Zjednoczone |
| Madadayo             | まあだだよ Mâdadayo | Akira Kurosawa     | Japonia           |
| Toksyczna afera      | Toxic Affair        | Philomène Esposito | Francja           |

### Sekcja "Un Certain Regard"
Następujące filmy zostały wyświetlone na festiwalu w ramach sekcji "Un Certain Regard":

#### Filmy fabularne
| Tytuł polski                           | Tytuł oryginalny                   | Reżyseria                      | Kraj produkcji    |
| -------------------------------------- | ---------------------------------- | ------------------------------ | ----------------- |
| El acto en cuestión                    | El acto en cuestión                | Alejandro Agresti              | Argentyna         |
| Anchoress                              | Anchoress                          | Chris Newby                    | Wielka Brytania   |
| Bedevil                                | Bedevil                            | Tracey Moffatt                 | Australia         |
| Dynamika ciał                          | Bodies, Rest & Motion              | Michael Steinberg              | Stany Zjednoczone |
| Panienki miały 25 lat                  | Les demoiselles ont eu 25 ans      | Agnès Varda                    | Francja           |
| Drastyczne środki                      | Desperate Remedies                 | Stewart Main i Peter Wells     | Nowa Zelandia     |
| Koniec świata                          | O Fim do Mundo                     | João Mário Grilo               | Portugalia        |
| François Truffaut: Skradzione portrety | François Truffaut: Portraits volés | Michel Pascal i Serge Toubiana | Francja           |
| Valentina i Arturo                     | Il grande cocomero                 | Francesca Archibugi            | Włochy            |
| Latcho Drom                            | Latcho Drom                        | Tony Gatlif                    | Francja           |
| Zapach zielonej papai                  | Mùi đu đủ xanh                     | Trần Anh Hùng                  | Wietnam           |
| Magia przypadku                        | The Music of Chance                | Philip Haas                    | Stany Zjednoczone |
| Ohikkoshi                              | お引越し Ohikkoshi                 | Shinji Sōmai                   | Japonia           |
| Ptak szczęścia                         | El pájaro de la felicidad          | Pilar Miró                     | Hiszpania         |
| Przeczucie                             | Предчувствие Priedczuwstwije       | Valeriu Jereghi                | Mołdawia          |
| Pilot                                  | Sódóma Reykjavík                   | Óskar Jónasson                 | Islandia          |
| Sonatine                               | ソナチネ Sonatine                  | Takeshi Kitano                 | Japonia           |
| Wendemi                                | Wendemi, l'enfant du bon Dieu      | S. Pierre Yaméogo              | Burkina Faso      |
| Niewłaściwy facet                      | The Wrong Man                      | Jim McBride                    | Stany Zjednoczone |

#### Filmy krótkometrażowe
| Tytuł polski                          | Tytuł oryginalny                      | Reżyseria            | Kraj produkcji |
| ------------------------------------- | ------------------------------------- | -------------------- | -------------- |
| Avsporing                             | Avsporing                             | Unni Straume         | Norwegia       |
| Charlie and the Doctor                | Charlie and the Doctor                | Ralph C. Parsons     | Francja        |
| Excursion to the Bridge of Friendship | Excursion to the Bridge of Friendship | Christina Andreef    | Australia      |
| Październik                           | Октябрь Oktjabr                       | Abderrahmane Sissako | Rosja          |
| Stroke                                | Stroke                                | Mark Sawers          | Kanada         |

## Laureaci nagród

### Konkurs główny
Złota Palma

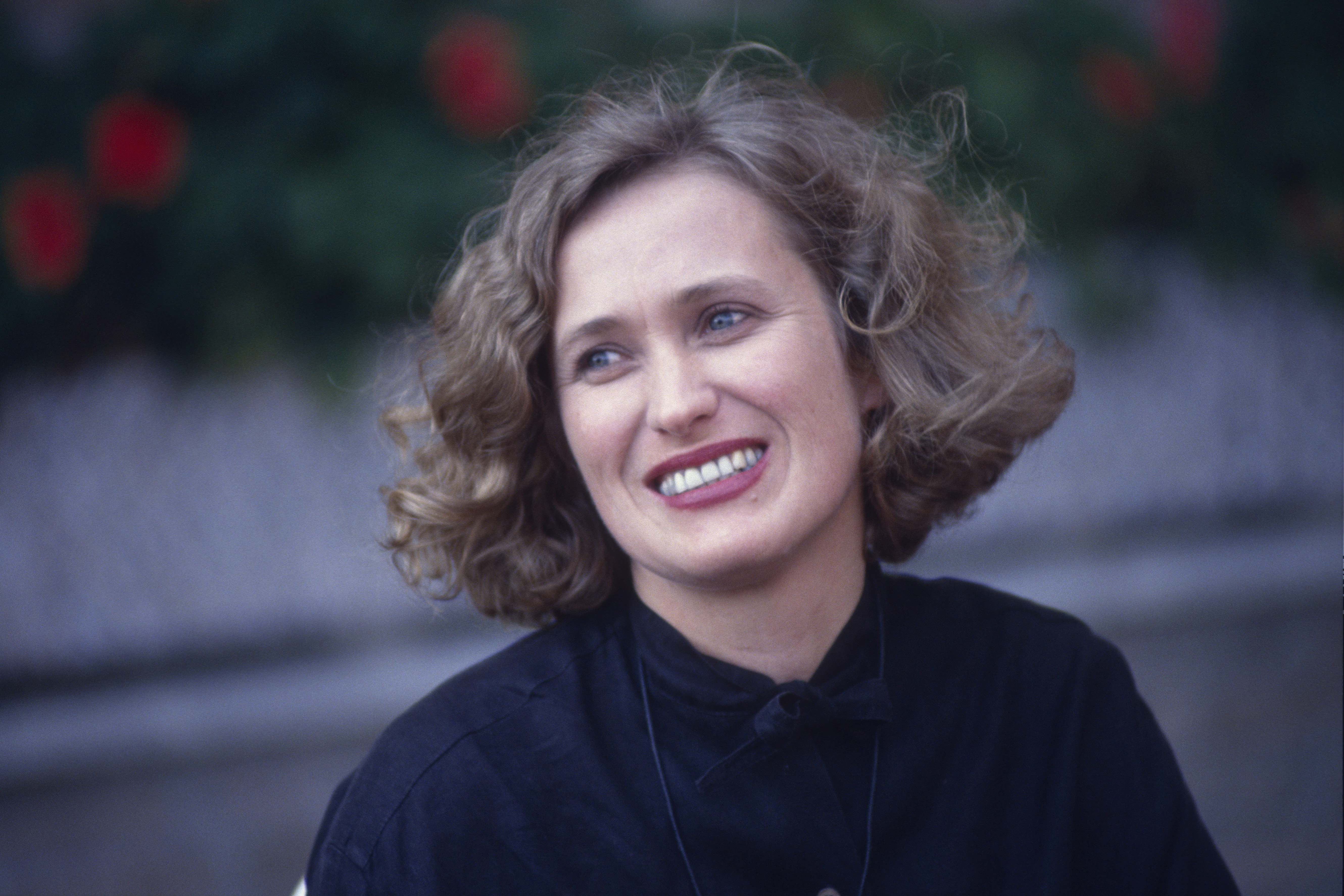
Jane Campion, pierwsza kobieta-laureatka Złotej Palmy.

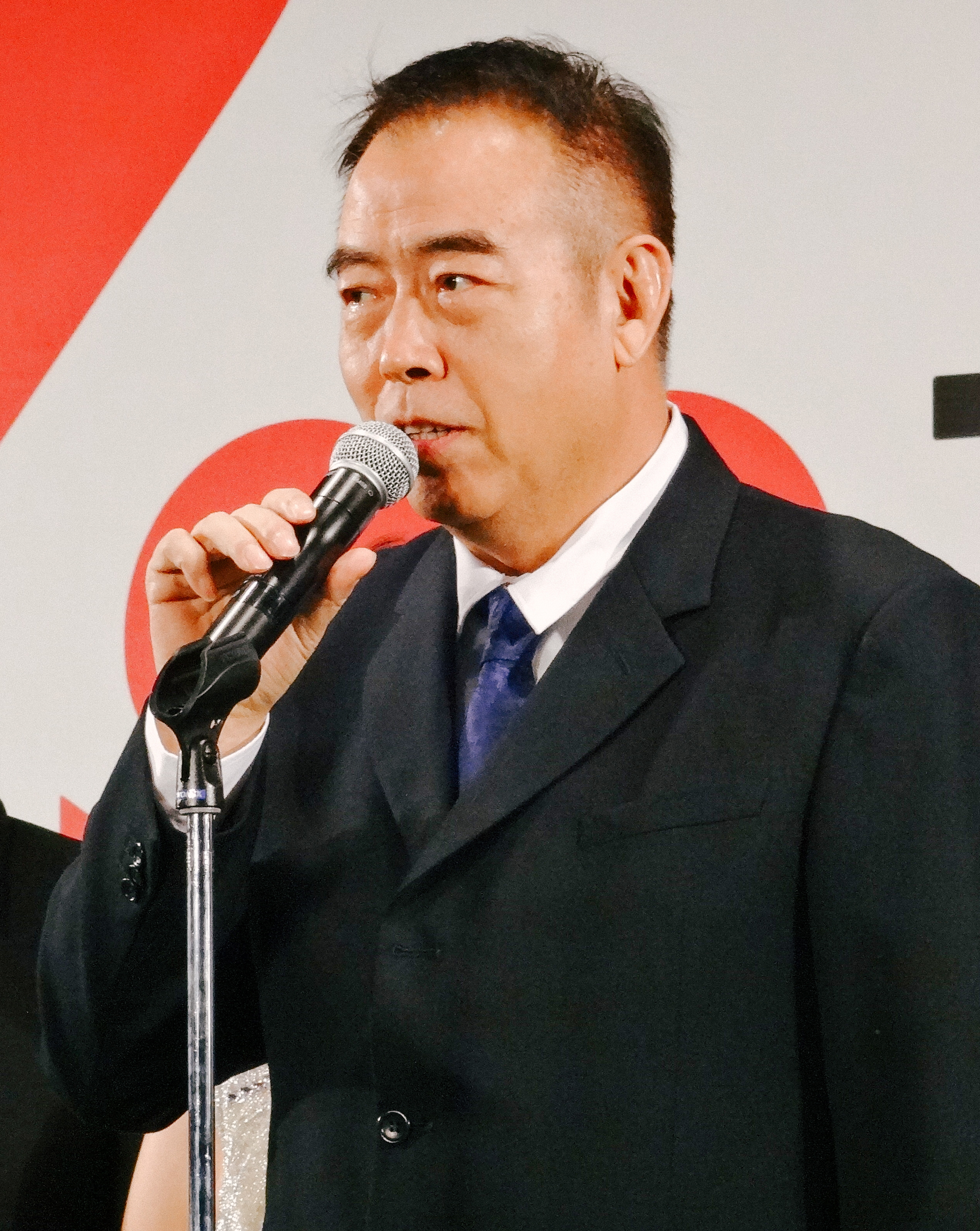
Chen Kaige, pierwszy zdobywca Złotej Palmy pochodzący z Chin.

- Fortepian, reż. Jane Campion
- Żegnaj, moja konkubino, reż. Chen Kaige

Grand Prix
- Tak daleko, tak blisko, reż. Wim Wenders

Nagroda Jury
- Lalkarz, reż. Hou Hsiao-hsien
- Wiatr w oczy, reż. Ken Loach

Najlepsza reżyseria
- Mike Leigh − Nadzy

Najlepsza aktorka
- Holly Hunter − Fortepian

Najlepszy aktor
- David Thewlis − Nadzy

### Konkurs filmów krótkometrażowych
Złota Palma dla najlepszego filmu krótkometrażowego
- Kawa i papierosy ep. III, reż. Jim Jarmusch

Nagroda Kodaka dla najlepszego filmu krótkometrażowego
- L'exposé, reż. Ismaël Ferroukhi

### Wybrane pozostałe nagrody

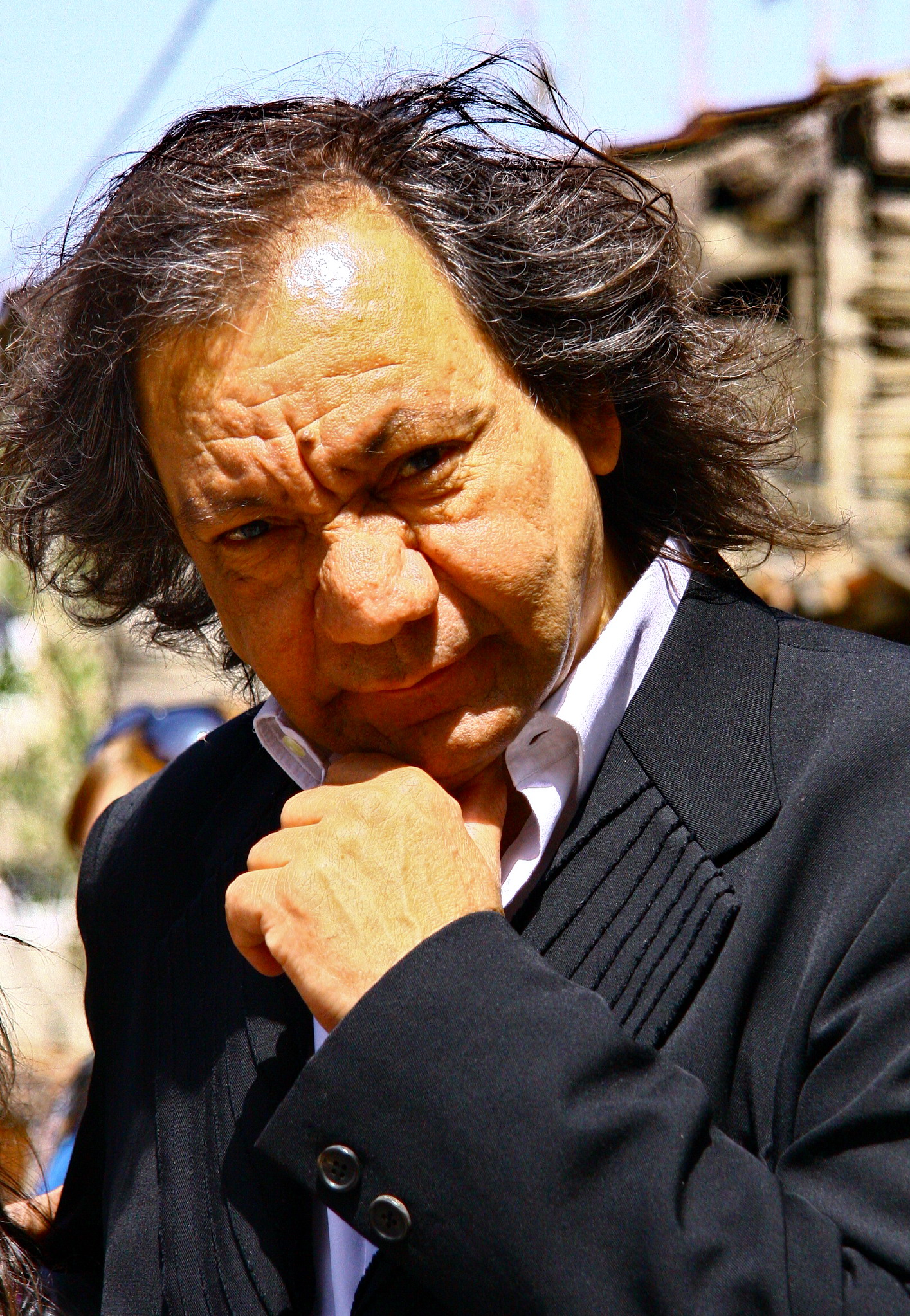
Nagrodzony reżyser Tony Gatlif.

Złota Kamera za najlepszy debiut reżyserski
- Zapach zielonej papai, reż. Trần Anh Hùng
  - Wyróżnienie:  Przyjaciółki, reż. Elaine Proctor

Nagroda Główna w sekcji "Un Certain Regard"
- Latcho Drom, reż. Tony Gatlif

Nagroda Główna w sekcji "Międzynarodowy Tydzień Krytyki"
- Cronos, reż. Guillermo del Toro

Nagroda FIPRESCI
- Konkurs główny:  Żegnaj, moja konkubino, reż. Chen Kaige
- Sekcja "Quinzaine des Réalisateurs":  Dziecięce morderstwa, reż. Ildikó Szabó

Nagroda Jury Ekumenicznego
- Libera me, reż. Alain Cavalier
  - Wyróżnienie specjalne:  Valentina i Arturo, reż. Francesca Archibugi

Wielka Nagroda Techniczna
- Vincent Arnardi i Jean Gargonne za dźwięk do filmu Mazeppa
  - Wyróżnienie specjalne:  Grant Lahood za obrazy i dźwięki do krótkometrażowego filmu The Singing Trophy

Nagroda Młodych
- Najlepszy film zagraniczny:  Ruda wiewiórka, reż. Julio Medem
- Najlepszy film francuski:  Mam na imię Iwan, a ty Abraham, reż. Yolande Zauberman /  Zapach zielonej papai, reż. Trần Anh Hùng (koprodukcja)